# Герб комуни Круком

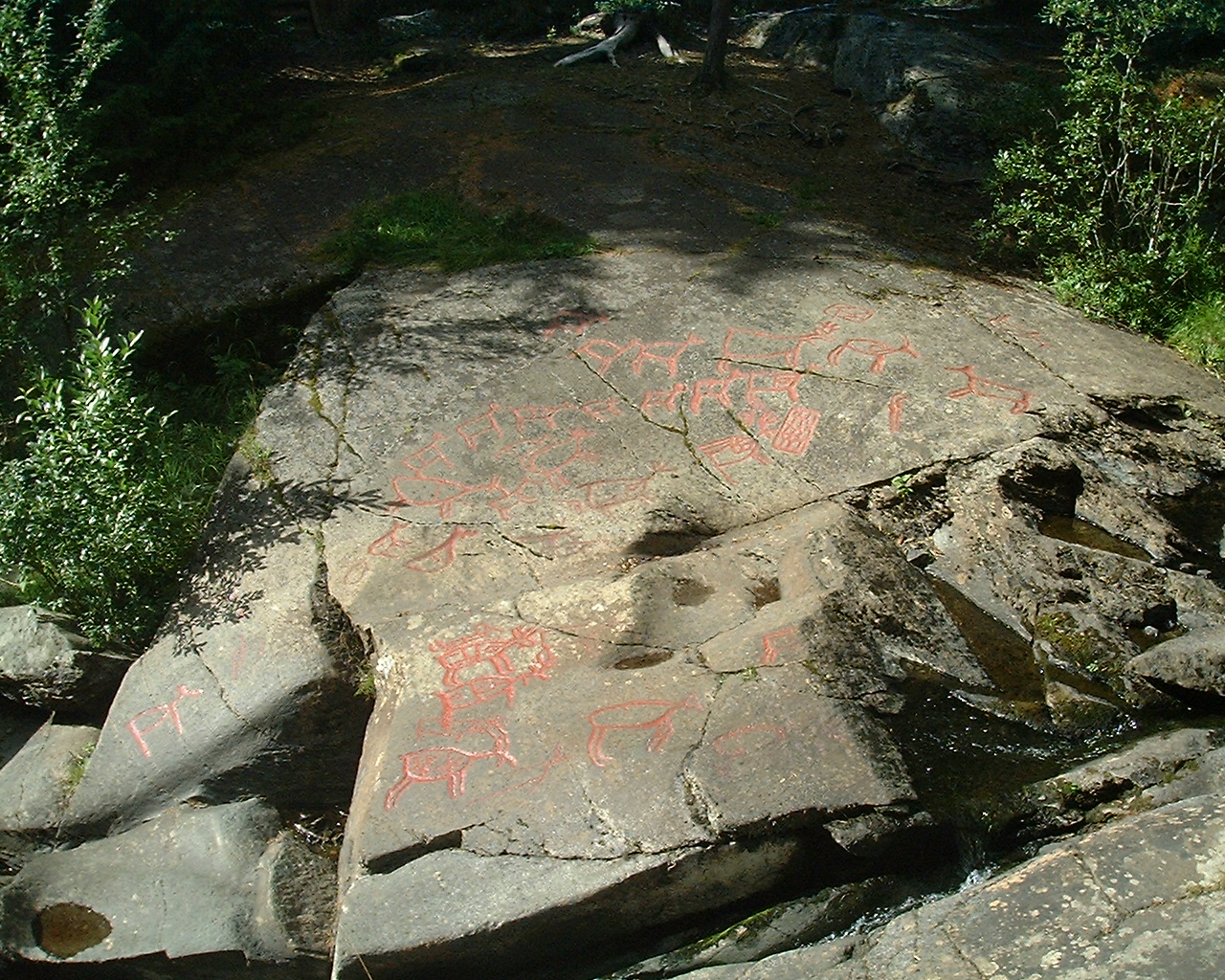
Петрогліфи з Глеси

Герб комуни Круком (швед. Krokoms kommunvapen) — символ шведської адміністративно-територіальної одиниці місцевого самоврядування комуни Круком.

## Історія
Проект герба на замовлення влади комуни опрацював художник Гуннар Рудін. Після погодження з Державним герольдом з герба вилучили сонячний хрест, який не відповідав геральдичним вимогам. Новий герб комуни Круком офіційно зареєстровано 1977 року.
Герби давнішого адміністративного утворення, що увійшло до складу комуни, більше не використовується.

Герб ландскомуни Оффердаль (1957–1970) Герб комуни Оффердаль (1971–1973)

## Опис (блазон)
У срібному полі синя подвійна хвиляста перекинута кроква, над нею — червоний стилізований лось. 

## Зміст
Зображення в гербі повторює наскельні малюнки у Глесабекен. Ці петрогліфи були виконані приблизно 5 тисяч років тому.